# Round Here
«Round Here» es una canción del cantante británico George Michael de su quinto álbum de estudio, Patience. Fue lanzado oficialmente el 1 de noviembre de 2004. Alcanzó el puesto # 32 en el UK Singles Chart. La canción es acerca de la infancia de George Michael y cómo recuerda su primer día en la escuela. El video musical fue vivir en un estudio de grabación, además de algunos clips de Londres, donde la infancia de Michael empezó.

## Listado de canciones

### CD y descarga
1. «Round Here» (álbum versión) – 5:54
2. «Patience» (álbum versión) – 2:53
3. «Round Here» (music video) – 4:56 (solo CD)

## Listas de posiciones
| Lista            | Mejor posición |
| ---------------- | -------------- |
| UK Singles Chart | 32             |